# Mattias Wahlström
Mattias Leif Wahlström, född 29 januari 1978 på Lidingö, är en svensk sociolog och demonstrationsforskare. Han är professor i sociologi vid Göteborgs universitet.

## Biografu
Efter uppväxten på Österlen studerade Wahlström filosofi och sociologi vid Göteborgs universitet och påbörjade därefter doktorandstudier vid samma universitet. Han disputerade 2011 på avhandlingen The making of protest and protest policing: Negotiation, Knowledge, Space, and Narrative. Avhandlingen undersökte hur polisen i Sverige och Danmark utvecklade sina aktioner i samband med demonstrationer under 00-talet.
Efter avhandlingen har Wahlström fortsatt att forska om sociala rörelser, polisarbete och demonstrationer. Han har varit verksam i flera internationella forskningsprojekt kring demonstrationer, exempelvis det internationella forskningsprogrammet “Caught in the act of protest: contextualizing contention (CCC)”. Bland annat har han ingått i ett projekt som har studerat Pride-parader i Europa.

## Publikationer i urval
- Peterson, Abby, Wahlström, Mattias och Wennerhag, Magnus (2017). 'Normalized' Pride? Pride parade participants in six European countries. Sexualities. 3 augusti 2017. DOI: 1363460717715032.

- Wahlström, Mattias och Wennerhag, Magnus (2014). Alone in the crowd: Lone protesters in Western European demonstrations. International Sociology, 29 (6), 565– 583.

- Wahlström, Mattias, Wennerhag, Magnus och Rootes, Christopher (2013). Framing “The Climate Issue”: Patterns of Participation and Prognostic Frames among Climate Summit Protesters. Global Environmental Politics, 13:4, 101-122

- Peterson, Abby, Mattias Wahlström, Magnus Wennerhag, Camilo Christancho och José-Manuel Sabucedo (2012). May Day Demonstrations in Five European Countries. Mobilization 17(3), 281-300.

- Wahlström, Mattias (2011). The Making of Protest and Protest Policing: Negotiation, Knowledge, Space, and Narrative. Avhandling i Sociologi. Göteborg Studies in Sociology 47. Sociologiska Institutionen, Göteborgs Universitet. ISBN 978-91-979397-2-0.